# Urquinaona (métro de Barcelone)
Urquinaona est une station des lignes 1 et 4 du métro de Barcelone. Elle est située sous la Via Laietana, près de la place Urquinaona, à la limite entre les arrondissements de l'Eixample et de la Vieille ville de Barcelone, à Barcelone en Catalogne.
Elle est mise en service en 1926, lors de l'ouverture du premier tronçon de la ligne 4, et elle devient une station de correspondance en 1932, lors de l'ouverture d'un prolongement de la ligne 1.

## Situation sur le réseau

Plan du métro de Barcelone (2019).

Établie en souterrain, la station de correspondance Urquinaona est située : sur la ligne 1 du métro de Barcelone, entre la station Catalunya en direction de la station terminus Hospital de Bellvitge, et la station Arc de Triomf, en direction de la station terminus Fondo ; sur la ligne 4 du métro de Barcelone, entre la station Passeig de Gràcia en direction de la station terminus Trinitat Nova, et la station Jaume I, en direction de la station terminus La Pau,.

## Histoire
La station Urquinaona, sur la ligne 4 du métro de Barcelone, est mise en service le 19 décembre 1926, lors de l'ouverture à l'exploitation de la première section de cette ligne. La station sur la ligne 1 du métro de Barcelone est mise en service le 1er juillet 1932, lors du prolongement de Catalunya à Norte (renommée depuis Arc de Triomf).

## Services aux voyageurs

### Desserte

Installations et desserte
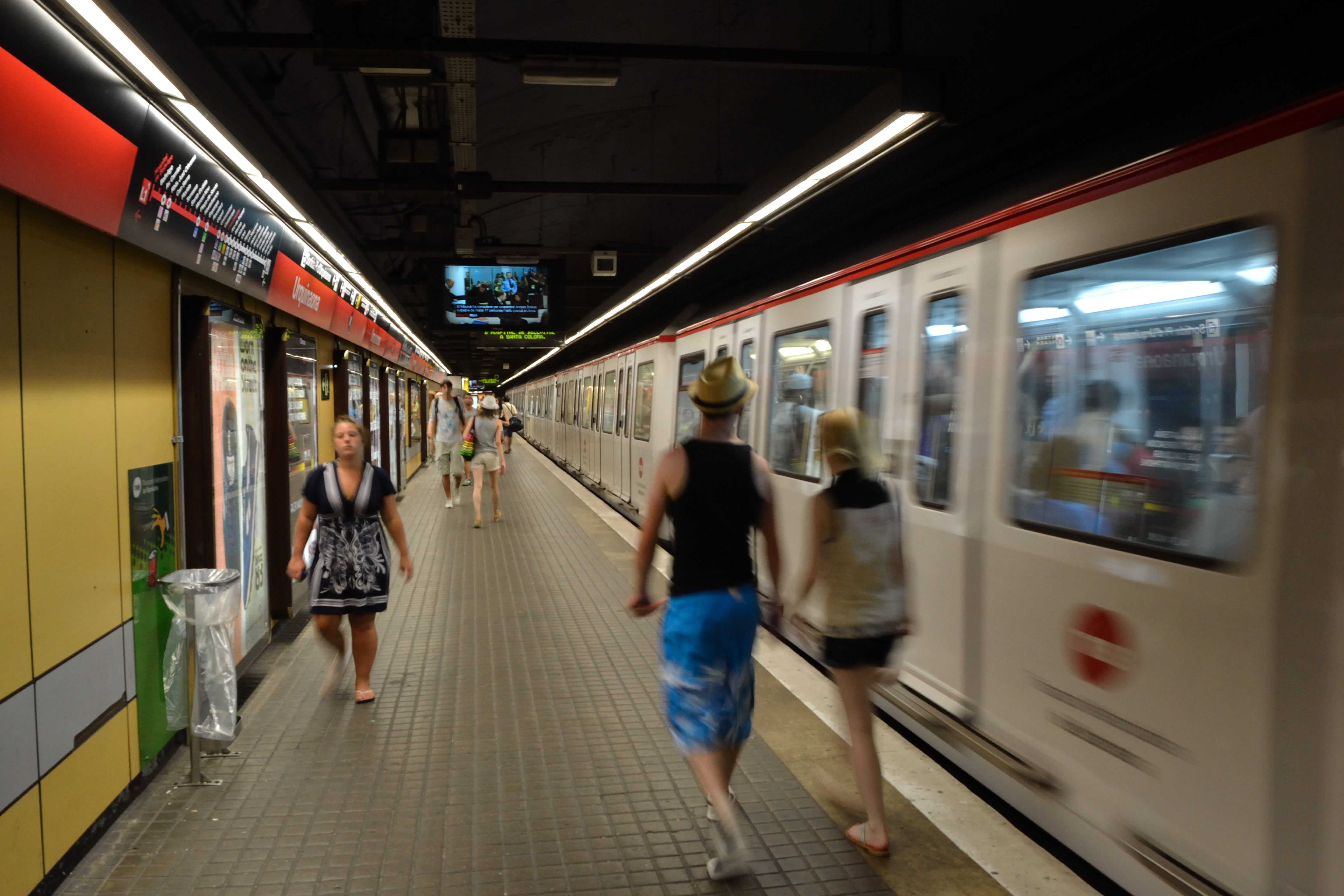
L1.
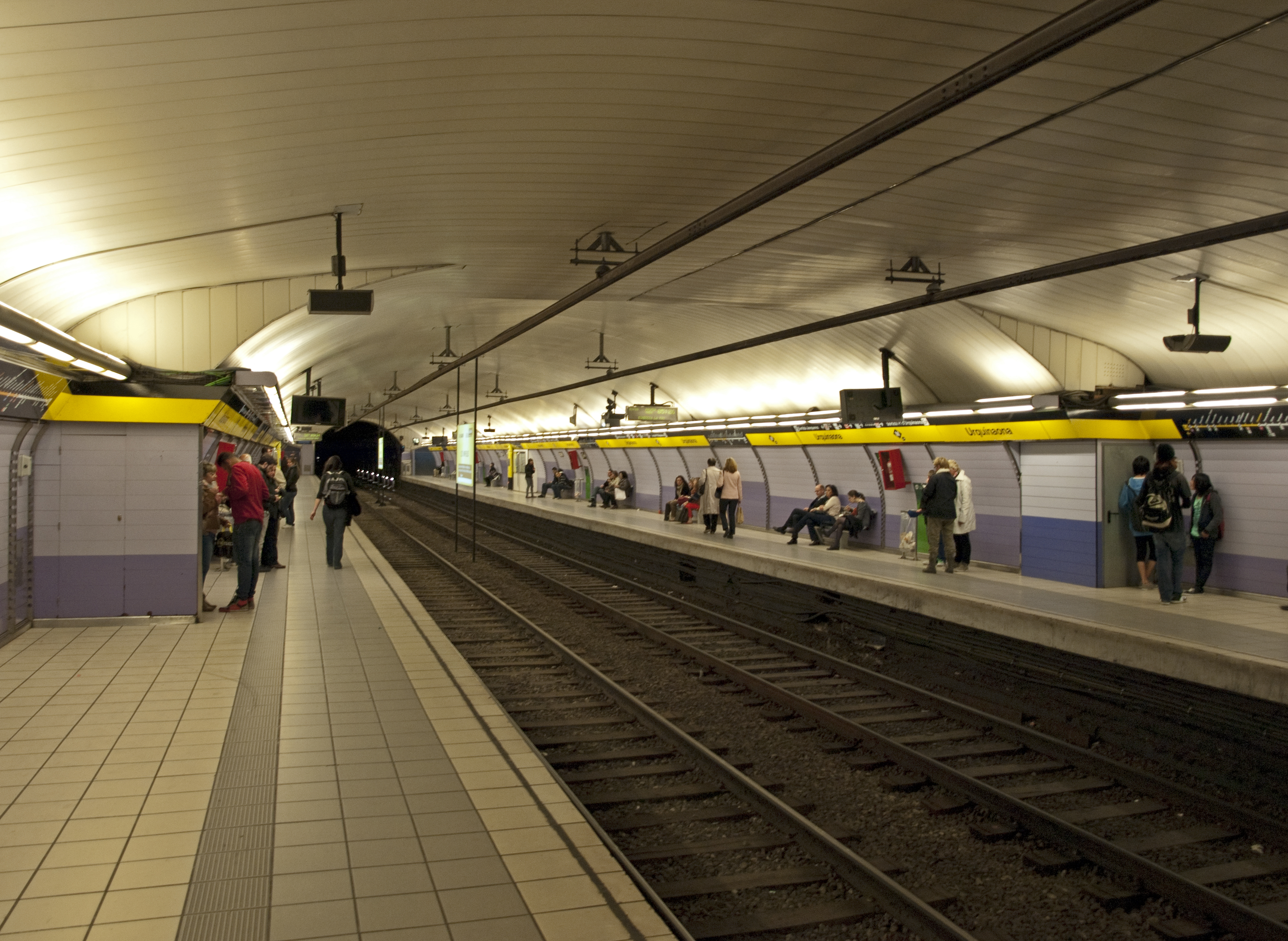
L4.
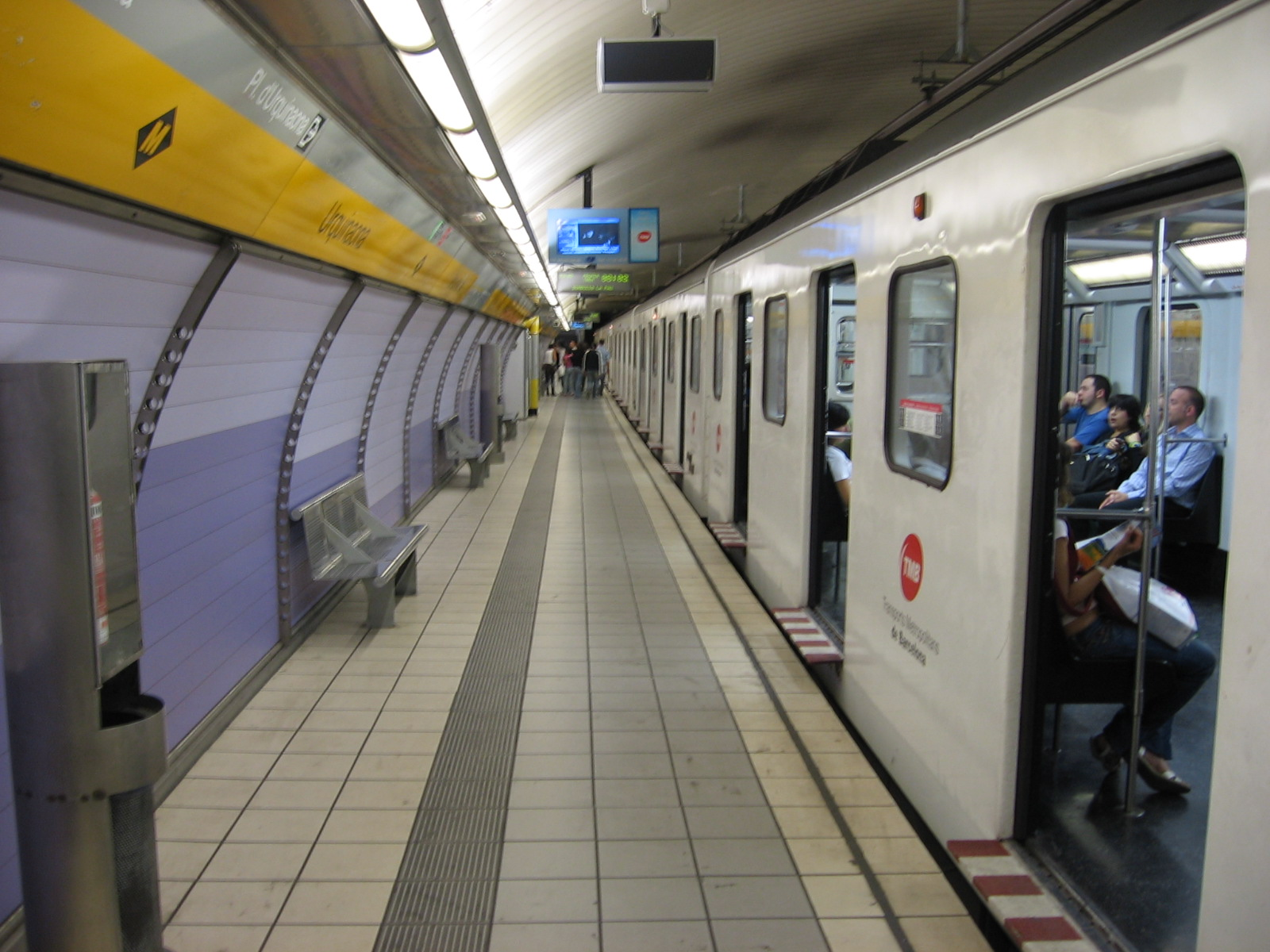
L4.